# رنه فلبر
رنه فلبر (انگلیسی: René Felber؛ زادهٔ ۱۴ مارس ۱۹۳۳ – درگذشتهٔ ۱۸ اکتبر ۲۰۲۰) سیاستمدار و استاد دانشگاه اهل سوئیس بود. وی از ۱ ژانویه ۱۹۹۲ تا ۳۱ دسامبر ۱۹۹۲ رئیس‌جمهور سوئیس بود.
رنه فلبر در ۱۸ اکتبر ۲۰۲۰، در سن ۸۷ سالگی درگذشت.